# 6 novembre
Pour les articles homonymes, voir Six-Novembre.
6 octobre 6 décembre
Chronologies thématiques
- Croisades
- Ferroviaires
- Sports
- Disney
- Anarchisme
- Catholicisme

Abréviations / Voir aussi
- (° 1852) = né en 1852
- († 1885) = mort en 1885
- a.s. = calendrier julien
- n.s. = calendrier grégorien
- Calendrier
- Calendrier perpétuel
- Liste de calendriers
- Naissances du jour

Le 6 novembre est le 310e jour de l'année du calendrier grégorien, 311e lorsqu'elle est bissextile (il en reste ensuite 55).
C'était généralement l'équivalent du 16 brumaire du calendrier républicain ou révolutionnaire français, officiellement dénommé jour du chervis (une plante).

## Événements

### IVesiècle
- 355 : à Milan, Constance II nomme Julien César.

### XIIesiècle
- 1153 : le traité de Wallingford met fin à la guerre civile en Angleterre, entre Mathilde l'Emperesse et Étienne de Blois.

### XVIIesiècle
- 1632 : bataille de Lützen (« date julienne », du « 16 novembre grégorien »).

### XVIIIesiècle
- 1792 : bataille de Jemappes, dont les troupes républicaines, commandées par Dumouriez, sortent vainqueurs.

### XIXesiècle
- 1846 : l'Autriche annexe la ville libre de Cracovie, en violation des dispositions du Congrès de Vienne.
- 1860 : Abraham Lincoln devient le 16e président des États-Unis.
- 1861 : Jefferson Davis est élu président des États confédérés d'Amérique, poste qu'il occupait déjà depuis le 18 février.
- 1865 : reddition du CSS Shenandoah.

### XXesiècle
- 1917 : fin de la bataille de Passchendaele, pendant la Première Guerre mondiale.
- 1928 : Herbert Hoover est élu président des États-Unis.
- 1937 : 
  - adhésion de l'Italie au pacte anti-Komintern.
  - début des fusillades des 17 Roses de Guillena, républicaines exécutées par les nationalistes espagnols en Andalousie.
- Seconde Guerre mondiale :
  - en 1939, Sonderaktion Krakau, par laquelle les professeurs de l'université Jagellonne de Cracovie sont envoyés en camp de concentration.
  - en 1942, début de la Carlson's patrol, pendant la bataille de Guadalcanal (guerre du Pacifique).
- 1955 : négociation de La Celle-Saint-Cloud, qui reconnaît au Maroc son statut d'état indépendant.
- 1975 : début de la Marche verte marocaine ; jour devenu une fête nationale dans le pays.
- 1982 : Paul Biya devient président de la république du Cameroun.
- 1984 : réélection de Ronald Reagan à la présidence des États-Unis.
- 1996 : la Croatie devient le 40e État du Conseil de l'Europe avant de le devenir de l'Union européenne.

### XXIesiècle
- 2001 : David Trimble devient premier ministre d'Irlande du Nord.
- 2006 : la conférence internationale pour les Principes de Yogyakarta commence, en Indonésie.
- 2011 : élection d'Otto Pérez Molina à la présidence du Guatemala.
- 2012 :
  - réélection de Barack Obama à la présidence des États-Unis.
  - Élection de Tammy Baldwin au Sénat américain.

- 2018 :
  - aux États-Unis, élections législatives, sénatoriales "de mid-term", et des gouverneurs.
  - À Antigua-et-Barbuda, référendum constitutionnel.
  - À Grenade, référendum constitutionnel.
  - Aux Samoa américaines, référendum constitutionnel.
- 2024 : aux États-Unis, Donald Trump (photo) remporte l'élection présidentielle, les républicains obtiennent la majorité au Sénat[1].

## Arts, culture et religion
- 1645 : mariage de la princesse Louise-Marie de Gonzague, avec le roi de Pologne Ladislas IV Vasa.
- 1717 : Jean-Sébastien Bach entre en prison à Weimar, pour crime de lèse-majesté envers le duc Guillaume-Ernest de Saxe-Weimar. Il y restera jusqu'au 2 décembre suivant.
- 1789 : Pie VI nomme John Carroll comme premier évêque aux États-Unis.
- 2004 : le prince Louis de Bourbon se marie religieusement avec María Margarita Vargas Santaella, roturière vénézuélienne.

## Sciences et techniques
- 1930 : lancement à Saint-Nazaire du paquebot Georges Philippar, de la Compagnie des messageries maritimes.

## Économie et société
- 2003 : à la suite d'une canicule meurtrière envers des personnes âgées isolées l'été précédent sur laquelle il a été reproché une mauvaise communication trop dilettante à certains ministres et au président de la République, le gouvernement Raffarin instaure en France une « journée de solidarité envers les personnes âgées » en travaillant gratuitement à leur égard les lundis de Pentecôte jusque-là davantage fériés[2].
- 2004 : 
  - attaque de deux Soukhoï Su-25 de l'armée de Côte d'Ivoire, sur le lycée de Bouaké servant de base pour l'armée française (bilan 10 morts, dont 9 soldats et un civil américain).
  - Charles Blé Goudé lance l'appel du 6 novembre 2004 à la télévision ivoirienne durant la crise politico-militaire en Côte d'Ivoire.
- 2015 : les États-Unis rejettent, par la voix de leur président Barack Obama, le projet d'oléoduc Keystone XL.
- 2019 : au Burkina Faso, une attaque contre un convoi de la société minière SEMAFO fait au moins 37 morts civils et 60 blessés. Il s'agit de l'attaque la plus meurtrière enregistrée dans le pays depuis le début des violences jihadistes en 2014[3].
- 2022 : en Tanzanie, un ATR 42-500, effectuant le vol Precision Air 494 s’écrase dans le lac Victoria, tuant 19 des 43 personnes à bord[4].

## Naissances

### Iersiècle
- 15 : Agrippine la Jeune (Agrippina Minor en latin), impératrice romaine, une descendante directe d'Auguste le premier empereur, petite-fille d'Agrippa et de Drusus, fille de Germanicus tous trois généraux en Germanie inférieure, petite-nièce et petite-fille adoptive de l'empereur Tibère, sœur de l'empereur Caligula, épouse de son oncle l'empereur Claude et mère de l'empereur Néron († assassinée sur ordre dudit fils vers les 19 au 23 mars 59).

### XIVesiècle
- 1391 : Edmond Mortimer, 5e comte de March, homme politique anglais († 18 janvier 1425).

### XVesiècle
- 1479 : Jeanne Ire, reine de Castille de 1504 à 1555, et d'Aragon de 1516 à 1555, mère de Charles Quint († 11 avril 1555).
- 1494 : Soliman le Magnifique (سلطان سليمان اول), sultan ottoman de 1520 à 1566 († 7 septembre 1566).

### XVIesiècle
- 1558 : Thomas Kyd, dramaturge anglais († 15 août 1594).

### XVIIesiècle
- 1607 : Sigmund Theophil Staden, compositeur allemand († 30 juillet 1655).
- 1617 : Léopold de Médicis, prélat italien († 10 novembre 1675).
- 1661 : Charles II, roi d'Espagne de 1665 à 1700 († 1er novembre 1700).
- 1692 : Louis Racine, poète français († 29 janvier 1763).

### XVIIIesiècle
- 1753 :
  - Jean-Baptiste Bréval, violoncelliste et compositeur français († 18 mars 1823).
  - Mikhaïl Kozlovski (Михаи́л Ива́нович Козло́вский), sculpteur russe († 30 septembre 1802).
- 1755 : Stanisław Staszic, homme d'État, géologue, poète, écrivain et philosophe polonais († 20 janvier 1826).
- 1781 : Giovanni Antonio Amedeo Plana, mathématicien italien († 20 janvier 1864).

### XIXesiècle
- 1814 : Adolphe Sax, facteur d'instruments de musique belge († 4 février 1894).
- 1825 : Charles Garnier, architecte français († 3 août 1898).
- 1830 : John Whitaker Hulke, chirurgien et géologue britannique († 19 février 1895).
- 1833 : Jonas Lie, écrivain norvégien († 5 juillet 1908).
- 1835 : Cesare Lombroso, criminologue italien († 19 octobre 1909).
- 1841 :
  - Nelson Wilmarth Aldrich, homme politique et d’affaires américain († 16 avril 1915).
  - Armand Fallières, homme politique et avocat français, président de la République française de 1906 à 1913 († 22 juin 1931).
- 1851 :
  - Charles Dow, journaliste et homme d'affaires américain († 4 décembre 1902).
  - Asada Nobuoki (浅田 信興), militaire japonais († 27 avril 1927).
- 1854 : John Philip Sousa, compositeur américain († 6 mars 1932).
- 1855 : Ezra Seymour Gosney (en), eugéniste et philanthrope américain († 14 septembre 1942).
- 1860 : Ignacy Paderewski, pianiste, compositeur et homme politique polonais († 29 juin 1941).
- 1861 :
  - Dennis Miller Bunker, peintre américain († 28 décembre 1890).
  - James Naismith, médecin canadien († 28 novembre 1939).
- 1866 : Jean Teillet, supercentenaire français ancien doyen († 17 mars 1977).
- 1876 : Everett Shinn, peintre américain († 1er mai 1953).
- 1880 :
  - Chris van Abkoude (en), écrivain néerlandais († 2 janvier 1960).
  - Yoshisuke Aikawa (鮎川 義介), entrepreneur japonais, fondateur de la compagnie Nissan († 13 février 1967).
  - George Poage, athlète américain, premier Noir médaillé olympique († 11 avril 1962).
  - Robert Musil, écrivain autrichien († 15 avril 1942).
- 1881 :
  - Marcel Maupi (Marcel Louis Alexandre Barberin dit), acteur français († 4 janvier 1949).
  - Otozō Yamada (山田 乙三), militaire japonais († 18 juillet 1965).
- 1882 : Thomas Harper Ince, cinéaste américain († 20 novembre 1924).
- 1884 : Mohammad Taghi Bahar (محمدتقی بهار), homme de lettres iranien († 22 avril 1951).
- 1885 : Martin O'Meara (en), militaire australien († 20 décembre 1935)
- 1886 : Ida Barney, mathématicienne, astronome et universitaire américaine († 7 mars 1982).
- 1887 : Walter Johnson, joueur de baseball américain († 10 décembre 1946).
- 1889 : Gabriel Hanot, joueur et dirigeant de football puis journaliste français († 10 août 1968).
- 1890 : Alfonso Castaldo, prélat italien, cardinal († 3 mars 1966).
- 1892 : Harold Ross, journaliste et éditeur américain, fondateur du journal The New Yorker († 6 décembre 1951).
- 1893 :
  - Edsel Ford, industriel américain († 26 mai 1943).
  - Yip Man (葉問), maître d'arts martiaux chinois († 2 décembre 1972).
- 1894 : Opal Kunz (en), aviatrice américaine († 15 mai 1967).
- 1897 : Jack O'Connor (en), joueur de cricket anglais († 22 février 1977).

### XXesiècle
- 1901 : Robert Ploton, prêtre et résistant français († 15 août 1975).
- 1902 : Lucien Jacob, chef d'un groupe de résistants français bateliers du Rhin († 27 septembre 1943).
- 1905 : Pierre Gemayel (خبيار الجميّل), homme politique libanais, plusieurs fois ministre († 29 août 1984).
- 1906 : James Dougan Norris, dirigeant américain de hockey sur glace († 25 février 1966).
- 1907 : Raymond Savignac, affichiste français († 31 octobre 2002).
- 1908 : Françoise Dolto, médecin et psychanalyste française († 25 août 1988).
- 1914 : Jonathan Harris, acteur américain († 3 novembre 2002).
- 1916 : Joseph Raymond « Ray » Conniff, chef d'orchestre et compositeur américain († 12 octobre 2002).
- 1921 : James Jones, romancier américain († 9 mai 1977).
- 1922 : Frank J. Lynch (en), juriste et homme politique américain († 25 janvier 1987).
- 1923 :
  - Antonije Isaković, romancier et poète yougoslave puis serbe († 13 janvier 2002).
  - Gordon Douglas « Don » Lusher (en), tromboniste anglais († 5 juillet 2006).
  - Ray Benjamin Sitton (en), militaire américain († 16 août 2013).
- 1924 : Harry Threadgold (en), footballeur anglais († 1996).
- 1925 :
  - Michel Bouquet, acteur français († 13 avril 2022).
  - Pierre Boutet, ténor québécois († 27 octobre 2010).
- 1926 :
  - Hugh Francis « Frank » Carson, acteur nord-irlandais († 22 février 2012).
  - Jean-Eudes Dubé, homme politique canadien († 5 janvier 2019).
  - Fernand Ouellet, écrivain, historien et professeur québécois († 28 juin 2021).
  - Hilary Hinton « Zig » Ziglar (en), auteur, homme d’affaires et militaire américain († 28 novembre 2012).
  - Zygmunt Chychła, boxeur polonais, champion olympique († 26 septembre 2009).
- 1928 : Marie Leonhardt Amsler, violoniste suisse, membre fondatrice du Leonhardt-Consort (en) († 23 juillet 2022).
- 1929 : June Squibb, actrice américaine.
- 1930 : Thomas « Tom » Hornbein (en), alpiniste et anesthésiste américain.
- 1931 :
  - Peter Collins, pilote automobile anglais († 3 août 1958).
  - Anne Fillon (née Anne Soulet), historienne moderniste française († 17 août 2012).
  - Mike Nichols (Michael Igor Peschkowsky dit), réalisateur américain († 19 novembre 2014).
- 1932 :
  - François Englert, physicien belge, prix Nobel de physique en 2013.
  - Stonewall Jackson (en), chanteur, compositeur et musicien américain († 4 décembre 2021).
- 1933 :
  - Else Ackermann, pharmacologue et femme politique allemande († 14 septembre 2019).
  - Robert « Bob » Kaliban, acteur américain († 12 décembre 2020).
- 1934 : David Ramsbotham, militaire et homme politique britannique († 13 décembre 2022).
- 1936 : Jacques Charrier, acteur de cinéma et de théâtre, producteur de cinéma, artiste peintre et céramiste français.
- 1937 :
  - Jean Cousineau, violoniste, pédagogue et compositeur québécois († 4 avril 2013).
  - Leo Goeke (en), ténor américain († 18 septembre 2012).
  - Garry Gross, photographe américain († 30 novembre 2010).
  - Marco Vassi, auteur américain († 14 janvier 1989).
  - Joseph Alton « Joe » Warfield, acteur et chanteur américain.
- 1938 :
  - Mack Jones, joueur de baseball américain († 8 juin 2004).
  - Branko Mikasinovich (en), universitaire et journaliste serbe.
  - P. J. Proby (James Marcus Smith dit), chanteur et compositeur américain.
  - Diana Elizabeth Hamilton Russell, écrivaine et militante sud-africaine († 28 juillet 2020).
- 1939 :
  - Leonardo Quisumbing (en), juriste philippin († 20 janvier 2019).
  - Michael Schwerner, militant américain († 21 juin 1964).
- 1940 :
  - Michael John « Johnny » Giles, footballeur et entraîneur irlandais.
  - Ruth Messinger (en), femme politique et d’affaires américaine.
  - Dieter Friedrich Uchtdorf, aviateur et militant religieux germano-américain.
- 1941 :
  - Guy Clark, auteur-compositeur-interprète américain († 17 mai 2016).
  - Doug Sahm, chanteur, compositeur et musicien américain († 18 novembre 1999).
- 1946 :
  - Sally Field, actrice américaine.
  - Viivi Luik[5], poétesse, romancière et essayiste estonienne.
  - George Young, auteur-compositeur-interprète écossais († 23 octobre 2017).
- 1947 :
  - Robert Kenneth « Bobby » Beausoleil, meurtrier américain.
  - Larry James, athlète de sprint américain († 6 novembre 2008).
  - Carolyn Seymour, actrice anglaise.
  - Edward Yang (楊德昌), réalisateur et scénariste taïwanais († 29 juin 2007).
  - Mesut Yılmaz, homme politique turc, Premier ministre de Turquie en 1991, en 1996 et de 1997 à 1999 († 30 octobre 2020).
- 1948 :
  - Sidney Blumenthal, journaliste, écrivain et conseiller politique américain.
  - Glenn Frey, chanteur américain († 18 janvier 2016).
- 1949 :
  - Robert Creel « Brad » Davis, acteur américain († 8 septembre 1991).
  - Arturo Sandoval, musicien américain.
  - Joseph C. Wilson, diplomate et écrivain américain, ambassadeur au Gabon de 1992 à 1995 († 27 septembre 2019).
- 1950 :
  - Amir Aczel (en), mathématicien, historien et universitaire israélo-américain († 26 novembre 2015).
  - Sheikh Rashid Ahmed (شيخ رشيداحمد), homme politique pakistanais, plusieurs fois ministre.
  - Gilles Bœuf, biologiste, universitaire français.
  - Nimalan Soundaranayagam (en) (நிமலன் சௌந்தரநாயகம்), enseignant et homme politique sri-lankais († 7 novembre 2000).
  - Leonardo Ulrich Steiner, cardinal brésilien, archevêque de Brasília.
- 1951 :
  - Peter Althin (en)[réf. souhaitée], homme politique et juriste suédois.
  - John Falsey (en), producteur et scénariste américain († 3 janvier 2019).
  - Nigel Havers, acteur américain.
- 1952 : 
  - Michael Cunningham, écrivain et scénariste américain.
  - Thierry Heckendorn, acteur français.
- 1953 : 
  - Frank Hanisch (en), footballeur allemand.
- 1954 :
  - Catherine Crier (en), journaliste et juge américaine.
  - Minoru Yanagida (柳田 稔), homme politique japonais.
- 1955 :
  - William Harry McRaven, amiral américain.
  - Maria Shriver, journaliste américaine.
- 1956 :
  - Marc Dutroux, pédocriminel belge en série.
  - Graeme Wood (en), joueur de cricket et footballeur australien.
- 1957 :
  - Cameron Arthur « Cam » Clarke, acteur américain.
  - Klaus Kleinfeld, homme d’affaires germano-américain.
  - Lori Singer, actrice et violoncelliste américaine.
  - Camille Laurens, écrivaine française.
- 1958 : Trace Beaulieu (en), acteur, marionnettiste, producteur et scénariste américain.
- 1959 : 
  - Mark Raymond Speakman, homme politique australien.
  - Christine de Veyrac, femme politique française.
- 1960 :
  - Michael Cerveris, acteur et musicien américain.
  - Kevin Neufeld, rameur d'aviron canadien, champion olympique.
- 1961 :
  - Craig Goldy (en), guitariste américain.
  - Florent Pagny, chanteur français saône-et-loirien devenu patagon.
- 1962 : Annette Zilinskas (en), chanteur et bassiste américain.
- 1963 : Rozz Williams (Roger Alan Painter dit), chanteur américain († 1er avril 1998).
- 1964 :
  - Kerry Conran, réalisateur et scénariste américain.
  - Arne Duncan, homme politique américain, secrétaire à l'Éducation de 2009 à 2016.
  - Corey Glover, chanteur, musicien et acteur américain.
  - Gregory Walter « Greg » Graffin, chanteur américain.
- 1965 : Siim-Valmar Kiisler, homme politique et d’affaires estonien.
- 1966 :
  - Peter DeLuise, acteur, producteur et réalisateur américain.
  - Paul Gilbert, guitariste américain du groupe Mr. Big.
  - Laurent Lafforgue, mathématicien français.
  - Hervé Mathoux, journaliste sportif et animateur de télévision français.
  - Ingo Spelly, céiste allemand, champion olympique.
- 1967 :
  - Emmanuelle Bercot, réalisatrice, scénariste, et actrice française.
  - Shūzō Matsuoka (松岡修造), joueur de tennis japonais.
  - Fujiko Takimoto (瀧本 富士), doubleuse de voix japonaise.
- 1968 :
  - Kelly Rutherford, actrice américaine.
  - Jerry Yang (杨致远), ingénieur et entrepreneur taïwano-américain, cofondateur de Yahoo!.
- 1970 : Ethan Hawke, acteur américain.
- 1972 :
  - Deivi Cruz (en), joueur de baseball dominicain.
  - Garry Flitcroft, footballeur et entraîneur anglais.
  - Spyrídon-Ádonis Georgiádis (Σπυρίδων-Άδωνις Γεωργιάδης)), homme politique et historien grec, plusieurs fois ministre.
  - Thandiwe Newton, actrice britannique.
  - Rebecca Romijn, actrice américaine.
- 1974 : 
  - Hacène Mammeri, footballeur algérien.
  - Frank Vandenbroucke, cycliste belge († 12 octobre 2009).
- 1976 :
  - Catherine Clark (en), journaliste canadienne.
  - Michael Arthur « Mike » Herrera, chanteur et musicien américain.
  - Jodi Martin (en), chanteur et musicien australien.
  - Patrick Daniel « Pat » Tillman Jr., joueur de football américain († 22 avril 2004).
- 1977 :
  - Sol Aragones, journaliste et femme politique philippine.
  - Pierre Bleuse, chef d'orchestre et violoniste français.
- 1978 :
  - Daniella Cicarelli, mannequin et présentatrice brésilienne.
  - Erik Cole, hockeyeur sur glace professionnel américain.
  - Taryn Manning, chanteuse, compositrice, actrice et styliste américaine.
  - Zaqueu « Zak » Morioka (en), pilote automobile brésilien.
- 1979 :
  - Ramon Marcelino « Marc » Diaz Abaya (en), chanteur, musicien et acteur philippin.
  - Adam LaRoche, joueur de baseball américain.
  - Lamar Odom, basketteur américain.
  - Gerli Padar, chanteuse estonienne.
  - Bradley « Brad » Stuart, hockeyeur sur glace canadien.
- 1980 : Margot Laffite, pilote automobile et animatrice de télévision française.
- 1981 :
  - Kaspars Gorkšs, footballeur letton.
  - Andrew Murray, hockeyeur canadien.
- 1982 :
  - Joseph Enakarhire, footballeur nigérian
  - Steve Millar, auteur-compositeur-interprète canado-américain.
- 1983 :
  - Nicole Hosp, skieuse alpine autrichienne.
  - Jon Hume (en), auteur-compositeur-interprète australo-néo-zélandais.
  - Bae Hyun-jin, journaliste et femme politique sud-coréenne.
  - Janette McBride (en), actrice australo-philippine.
- 1984 :
  - Ricardo « Ricky » Romero, Jr., joueur de baseball américain.
  - Sebastian Schachten, footballeur allemand.
- 1985 :
  - Robert Dozier, basketteur américain.
  - Ettore Marchi (it), footballeur italien.
  - Vaida Sipavičiūtė, basketteuse lituanienne.
- 1986 :
  - Thomas De Gendt, cycliste sur route belge.
  - Katie Leclerc, actrice américaine.
  - Adrian Mierzejewski, footballeur polonais.
  - Conor Sammon, footballeur irlandais.
- 1987 :
  - Ana Ivanović (Ана Ивановић), joueuse de tennis serbe.
  - Naoki Miyata (en) (宮田 直樹), footballeur japonais.
  - Sacha Treille, hockeyeur sur glace français.
- 1988 :
  - John Holland, basketteur américain.
  - Erik Lund, footballeur suédois.
  - Emma Stone, actrice américaine.
  - Conchita Wurst (Thomas Neuwirth dit), chanteuse et drag queen autrichienne.
- 1989 :
  - Jozy Altidore, footballeur américain.
  - Aaron Hernandez, joueur américain de football américain († 19 avril 2017).
  - Shaina Magdayao (en), actrice, chanteuse et danseur philippine.
  - Nikita Bellucci, actrice et réalisatrice pornographique française.
- 1990 :
  - Patricia Apolot, kickboxeuse ougandaise.
  - Sam Dower, basketteur américain.
  - Jiloan Hamad, footballeur suédois.
  - Dorothea Barth Jörgensen (en), mannequin suédoise.
  - Mélissa Nkonda, chanteuse française d'origine algérienne et camerounaise.
  - André Schürrle, footballeur allemand, champion du monde de football 2014.
  - Kris Wu (Lǐ Jiāhéng / 李嘉恒 dit), acteur, rappeur, chanteur et modèle sino-canadien.
  - Cédric Yambéré, footballeur français.
- 1991 :
  - Stojan Gjuroski (Стојан Ѓуроски), basketteur macédonien.
  - Doron Lamb, basketteur américain.
- 1992 :
  - Paula Kania, joueuse de tennis polonaise.
  - Yura (Kim Ah-young / 김아영 dite), chanteuse, danseuse et actrice sud-coréenne
- 1993 :
  - Alastair Aiken, YouTuber britannique.
  - Dearica Hamby, basketteuse américaine.
  - Xabiani Ponce De León, acteur mexicain.
  - Joshua John Christopher « Josh » Wakefield (en), footballeur anglais.
- 1994 : Isaah Yeo, joueur de rugby australien.
- 1996 :
  - Anys Mezzaour (أنيس مزاور), écrivain algérien.
  - Jang Seung-yeon, chanteuse sud-coréenne du girl group CLC.
- 2000 : Mathis Dossou-Yovo, basketteur français.

### XXIesiècle
- 2002 : Mya-Lecia Naylor, actrice, chanteuse et mannequin britannique († 7 avril 2019).

## Décès

### VIIIesiècle
- 717 : Winoc de Bergues (° vers 640).

### XIIIesiècle
- 1231 : Tsuchimikado (土御門天皇), 83e empereur du Japon de 1198 à 1210 (° 3 janvier 1196).

### XVesiècle
- 1406 : Innocent VII (Cosimo di Migliorati dit), 204e pape de 1404 à 1406 (° 1339).
- 1479 : James Hamilton, 1er Lord Hamilton, noble et homme politique écossais (vers 1415).
- 1492 : Antoine Busnois, compositeur français (vers 1433).

### XVIesiècle
- 1533 (ou 11 novembre) : Pieter Gillis (Peter Giles parfois latinisé Petrus Ægidius ou francisé Pierre Gilles), humaniste, juriste, correcteur et éditeur flamand, secrétaire de la ville d'Anvers au début du XVIe siècle (° 28 juillet 1486).
- 1550 : Ulrich VI, duc de Wurtemberg de 1503 à 1550 (° 8 février 1487).
- 1561 : Simon Bening, éminent et dernier enlumineur flamand (° vers 1483).

### XVIIesiècle
- 1613 : Martin Ruzé de Beaulieu, homme politique français (° vers 1530).
- 1650 : Guillaume II d'Orange-Nassau, stathouder des Provinces-Unies de 1647 à 1650 (° 27 mai 1626).
- 1656 :
  - Jean-Baptiste Morin de Villefranche, mathématicien, astrologe et astronome français (° 23 février 1582).
  - Jean IV, roi de Portugal, des Algarves, de 1640 à 1656 (° 18 mars 1603).
- 1659 : Jérôme Le Royer de La Dauversière, missionnaire laïque français, fondateur de la congrégation des Religieuses hospitalières de Saint-Joseph (° 18 mars 1597).
- 1672 : Heinrich Schütz, compositeur allemand (° 8 octobre 1585).
- 1692 : Gédéon Tallemant des Réaux, écrivain français (° 7 novembre 1619).

### XVIIIesiècle
- 1752 : Ralph Erskine (en), prêtre écossais (° 18 mars 1685).
- 1771 : John Bevis, physicien et astronome britannique (° 10 novembre 1695).
- 1777 : Bernard de Jussieu, botaniste français (° 17 août 1699).
- 1790 : James Bowdoin, banquier et homme politique américain, gouverneur du Massachusetts de 1785 à 1787 (° 7 août 1726).
- 1793 : Louis Philippe, duc d'Orléans dit un temps Philippe-Égalité (° 13 avril 1747).
- 1796 : Catherine II (Sophie Frédérique Augusta d'Anhalt-Zerbst / София Фредерика Августа Цербст-Ангальтская dite), impératrice de Russie de 1762 à 1796 (° 21 avril 1729).
- 1798 : François Marie Salembier, chauffeur et bandit de grand chemin français, guillotiné (° 15 décembre 1764).

### XIXesiècle
- 1816 : Gouverneur Morris, homme politique et diplomate américain, ambassadeur en France de 1792 à 1794 (° 31 janvier 1752).
- 1817 : Charlotte de Galles, princesse de Grande-Bretagne (° 7 janvier 1796).
- 1822 : Claude-Louis Berthollet, chimiste français (° 9 décembre 1748).
- 1835 : Henri de Rigny, officier de marine et homme politique français (° 2 février 1782).
- 1836 : Charles X, roi de France de 1824 à 1830 (° 9 octobre 1757).
- 1846 : Karol Marcinkowski (en), physicien et militant polonais (° 23 juin 1800).
- 1873 : William Joseph Hardee, militaire américain (° 12 octobre 1815).
- 1881 : Constantin Thon (Константи́н Андре́евич Тон), architecte russe (° 6 février 1794).
- 1886 : George Barrington, homme politique britannique (° 14 février 1824).
- 1887 : Eugène Pottier, poète et révolutionnaire français (° 4 octobre 1816).
- 1893 : Piotr Ilitch Tchaïkovski (Пётр Ильич Чайковский), compositeur russe (° 7 mai 1840).
- 1895 : Joel Müller (en), rabbin allemand (° 1827).

### XXesiècle
- 1910 : Giuseppe Cesare Abba, écrivain italien (° 6 octobre 1838).
- 1918 : Alan McLeod, militaire canadien (° 20 avril 1899).
- 1925 : Khải Định (啟定), empereur du Viêt Nam de 1916 à 1925 (° 1885).
- 1928 : Arnold Rothstein, mafieux et homme d’affaires américain (° 17 janvier 1882).
- 1929 :
  - Max de Bade, prince, militaire et homme politique allemand, chancelier de l’Empire allemand en 1918 (° 10 juillet 1867).
  - Jacques Rigaut, écrivain français (° 30 décembre 1898).
- 1933 : Andreï Liaptchev (Андрей Тасев Ляпчев), homme politique bulgare, Premier ministre de Bulgarie de 1926 à 1931 (° 30 novembre 1866).
- 1936 : Henry Bourne Joy (en), homme d’affaires américain (° 23 novembre 1864).
- 1937 : Colin Campbell Cooper, peintre américain (° 8 mars 1856).
- 1941 : Maurice Leblanc, écrivain français (° 11 décembre 1864).
- 1942 : Emil Starkenstein (en), pharmacologue tchèque (° 18 décembre 1884).
- 1944 :
  - Fritz Brodowski, militaire allemand (° 26 novembre 1886).
  - Georges Dufétel, architecte et résistant français (° 21 février 1886).
  - Walter Guinness, homme politique britannique (° 29 mars 1880).
- 1949 : Lester Allen, acteur et réalisateur américain (° 17 novembre 1891).
- 1951 : Thomas « Tom » Francis Kiely, athlète irlandais (° 25 août 1869).
- 1952 : Charles de Chambrun, diplomate et académicien français (° 10 février 1875).
- 1955 : John James « Jack » McGrath, pilote automobile américain (° 8 octobre 1919).
- 1960 : Erich Raeder, officier naval allemand (° 24 avril 1876).
- 1964 :
  - Hans von Euler-Chelpin, chimiste suédois, prix Nobel de chimie en 1929 (° 15 février 1873).
  - Hugo Koblet, cycliste suisse (° 21 mars 1925).
- 1965 :
  - Edgard Varèse, compositeur français (° 22 décembre 1883).
  - Clarence Williams, pianiste, chef d'orchestre et compositeur américain (° 8 octobre 1898).
- 1966 : Germaine Dermoz, actrice française (° 30 juillet 1888).
- 1968 :
  - Charles Munch, chef d'orchestre et musicien français (° 26 septembre 1891).
  - Charles Butler McVay III, amiral américain (° 30 juillet 1898).
- 1970 :
  - Henri Jeanson, homme de lettres français (° 6 mars 1900).
  - Agustín Lara, compositeur mexicain (° 30 octobre 1897).
- 1973 : Noël Roquevert (Noël Louis Raymond Bénévent dit), acteur français (° 18 décembre 1892).
- 1975 :
  - Annette Kellermann, nageuse synchronisée et actrice australienne (° 6 juillet 1886).
  - Mar Simon XXIII Ishaya (ou Ishaï), dernier (catholicos-)patriarche de l'Église apostolique assyrienne d'Orient désigné par hérédité, de 1920 à cette mort assassiné aux États-Unis (° 26 / 28 février 1908).
- 1978 :
  - Arieto « Harry » Bertoia, sculpteur et stylicien italo-américain (° 10 mars 1915).
  - Heinrich « Henri » Suter, cycliste suisse (° 10 juillet 1899).
- 1982 : Marc Gilbert, journaliste français (° 24 avril 1934).
- 1984 : Gaston Suarez, dramaturge et romancier bolivien (° 27 janvier 1929).
- 1986 : Elisabeth Grümmer, soprano allemande (° 31 mars 1911).
- 1987 :
  - Ross Barnett, homme politique et avocat américain, gouverneur du Mississippi de 1960 à 1964 (° 22 janvier 1898).
  - Jean Rivier, compositeur français (° 21 juillet 1896).
  - Simone Routier, poète québécoise (° 4 mars 1901).
- 1989 :
  - Richard Dorian « Dickie » Goodman (en), compositeur et producteur américain (° 19 avril 1934).
  - Magdeleine Hutin, religieuse française (° 26 avril 1898).
  - Yūsaku Matsuda (松田 優作), acteur japonais (° 21 septembre 1949).
- 1990 :
  - Bob Armstrong, ancien joueur de hockey sur glace en particulier dans le club des Bruins de Boston (° 7 avril 1931).
  - Gérard Dion, prêtre et professeur de sociologie québécois (° 5 décembre 1912).
- 1991 :
  - Robert John « Bob » Goldham, hockeyeur professionnel canadien (° 12 mai 1922).
  - Gene Tierney, actrice américaine (° 19 novembre 1920).
- 1995 : Aneta Corsaut, actrice et écrivaine américaine (° 3 novembre 1933).
- 1996 :
  - Harry Brophy, footballeur puis entraîneur anglais (° 22 octobre 1916).
  - Tommy Lawton, footballeur puis entraîneur anglais (° 6 octobre 1919).
  - Jean-François Maurice (Jean Αlbertini dit), parolier, producteur et chanteur français (° 28 juin 1947).
  - Toni Schmücker (en), homme d’affaires allemand (° 23 avril 1921).
  - Marc Zamansky, mathématicien français (° 14 février 1916).
- 1997 :
  - Norbert Carbonnaux, réalisateur et scénariste français (° 28 mars 1918).
  - Josef Pieper, philosophe allemand (° 4 mai 1904).
  - Epic Soundtracks (Kevin Paul Godfrey dit), chanteur, compositeur et musicien anglais (° 23 mars 1959).
- 1998 :
  - Mohamed Taki Abdoulkarim, homme d'État comorien (° 20 février 1936).
  - Tom Bouthier, disc-jockey français (° 23 août 1971).
  - Sky Low Low (en) (Marcel Gauthier dit), lutteur canadien (° 21 juillet 1928).
  - Niklas Luhmann, sociologue allemand (° 8 décembre 1927).
- 1999 : Regina Ghazaryan (Ռեգինա Թադևոսի Ղազարյան), peintre arménien (° 17 avril 1915).
- 2000 : Lyon Sprague de Camp, écrivain américain (° 27 novembre 1907).

### XXIesiècle
- 2001 : Anthony Shaffer, homme de lettres britannique (° 15 mai 1926).
- 2002 : Sid Sackson, créateur de jeux de société américain (° 4 février 1920).
- 2003 :
  - Just Betzer (en), réalisateur danois (° 11 juin 1944).
  - Hendrika Wilhelmina « Rie » Mastenbroek, nageuse néerlandaise (° 26 février 1919).
  - Eduardo Palomo, acteur mexicain (° 13 mai 1962).
- 2004 :
  - Frederick « Fred » Dibnah (en), ingénieur et présentateur anglais (° 28 avril 1938).
  - John « Johnny » Warren, footballeur et entraîneur australien (° 17 mai 1943).
- 2005 (?) :
  - Rodney David « Rod » Donald (en), homme politique et juriste néo-zélandais (° 10 octobre 1957).
  - Minako Honda (本田美奈子), chanteuse et actrice japonaise (° 31 juillet 1967).
  - Andreï Andreeovich « Anthony » Sawoniuk (en) (Андрэй Саванюк), officier SS biélorusse (° 7 mars 1921).
- 2006 :
  - Robert Alfred Boyd, ingénieur et administrateur québécois (° 21 juin 1918).
  - Nelson Slade Bond, auteur américain (° 23 novembre 1908).
  - Miguel Aceves Mejía (es), acteur, chanteur et compositeur mexicain (° 15 novembre 1915).
  - Federico López, basketteur portoricain (° 26 mars 1962).
  - Francisco Fernández Ochoa, skieur espagnol (° 25 février 1950).
- 2007 :
  - Enzo Biagi, journaliste, écrivain et présentateur italien (° 9 août 1920).
  - Hilda Braid, actrice et chanteuse anglaise (° 3 mars 1932).
  - George Grljusich (en), footballeur, journaliste et commentateur australien (° 15 janvier 1939).
  - Sayed Mustafa Kazemi (مصطفی کاظمی), homme politique afghan (° 1959).
  - Henry William « Hank » Thompson (en), chanteur, musicien et compositeur américain (° 3 septembre 1925).
- 2008 : Larry James, athlète de sprint américain (° 6 novembre 1947).
- 2009 :
  - Dimitri De Fauw, cycliste sur piste et sur route belge (° 13 juillet 1981).
  - Jacno (Denis Quilliard dit), musicien français (° 3 juillet 1957).
  - Ronald « Ron » Sproat (en), scénariste et dramaturge américain (° 2 novembre 1932).
- 2010 :
  - Motoichi Kumagai (熊谷 元一) photographe et illustrateur japonais (° 12 juillet 1909).
  - Robert Lipshutz (en), juriste américain, conseiller juridique de la Maison-Blanche de 1977 à 1979 (° 27 décembre 1921).
  - Jo Myong-rok (조명록), militaire et homme politique nord-coréen (° 12 juillet 1928).
  - Siddhartha Shankar Ray (en) (সিদ্ধার্থশঙ্কর রায়), homme politique, avocat et diplomate indien (° 20 octobre 1920).
  - Michael Seifert, tortionnaire germano-ukrainien (° 16 mars 1924).
- 2012 :
  - Joel Connable (en), journaliste et acteur américain (° 5 février 1973).
  - Clive Dunn, comédien britannique (9 janvier 1920).
  - Maxime de Sofia, prélat bulgare, patriarche de l’Église orthodoxe de Bulgarie de 1971 à 2012 (° 29 octobre 1914).
  - Ivor Powell, footballeur et entraîneur gallois (° 5 juillet 1916).
  - Frank Joseph Prial (en), journaliste et auteur américain (° 4 novembre 1930).
- 2013 :
  - Guillermina Bravo, danseur, chorégraphe et directeur artistique mexicain (° 13 novembre 1920).
  - Tarla Dalal (en) (तरला दलाल), chef-cuisinière et auteure indienne (° 3 juin 1936).
  - Yosef Harish (en) (יוסף חריש), juriste israélien (° 1923).
  - Christian López (en), lanceur de poids guatémaltèque (° 30 mars 1984).
  - Burl Noggle, historien et écrivain américain (° 1er juillet 1924).
  - Clarence McKay « Ace » Parker (en), footballeur et joueur de baseball américain (° 17 mai 1912).
- 2014 :
  - Maggie Boyle (en), chanteuse et musicien anglaise (° 24 décembre 1956).
  - Ronald Thomas Stewart « Tommy » Macpherson (en), homme d’affaires écossais (° 4 octobre 1920).
  - Rick Rosas (en), bassiste américain (° 10 septembre 1949).
- 2015 :
  - Robert George « Bobby » Campbell, footballeur et entraîneur anglais (° 23 avril 1937).
  - Yitzhak Navon (יצחק נבון), homme politique, diplomate et écrivain israélien, cinquième président de l’État d’Israël de 1978 à 1983 (° 9 avril 1921).
  - Ri Ul-sol (en) (리을설, militaire et homme politique nord-coréen (° 14 septembre 1921).
- 2016 :
  - William Roderick « Roddy » Evans (en), joueur de rugby gallois (° 19 décembre 1934).
  - Michael « Mick » Granger (en), footballeur anglais (° 7 octobre 1931).
  - Henry Hermand, dirigeant d'entreprise français (° 11 juillet 1924).
  - Edward Itta (en), homme politique américain (° 5 juillet 1945).
  - Zoltán Kocsis, pianiste, compositeur et chef d'orchestre hongrois (° 30 mai 1952).
  - Thomas « Tommy » Martyn (en), joueur de rugby anglais (° 1946).
  - Lalatendu Bidyadhar Mohapatra (en) (ଲଲାଟେନ୍ଦୁ ମହାପାତ୍ର), homme politique indien (° 14 février 1964).
  - Redovino Rizzardo (en), prélat brésilien, évêque de Dourados de 2001 à 2015 (° 12 mars 1939).
  - Jos Romersa (en), gymnaste luxembourgeois (° 1er novembre 1915).
  - Rafael Francisco Martínez Sáinz (en), prélat mexicain, évêque de Guadalajara de 2002 à 2012 (° 29 septembre 1935).
  - Marc Sleen (Marcel Neels dit), dessinateur satirique et de bandes-dessinées belge (° 30 décembre 1922).
- 2017 : Richard Gordon, astronaute américain (° 5 octobre 1929).
- 2018 : Bernard Landry, homme politique canadien (° 9 mars 1937).
- 2019 :
  - Michael Fray, athlète jamaïcain (° 3 septembre 1947).
  - Marie Kermarec (br), speakerine puis animatrice et figure bretonne brittophone (° 1940).
- 2020 :
  - Jean-Michel Boris (Jean-Michel Possicelsky), directeur artistique français de salle de spectacle, directeur général de l'Olympia de 1979 à 2001 (° 14 février 1933).
  - Ray Daviault, joueur de baseball américain (° 27 mai 1934).
  - Fernando Solanas (Fernando Ezequiel Solanas, alias Pino Solanas), cinéaste et homme politique argentin (° 16 février 1936).
- 2021 :
  - Manu Bonmariage, réalisateur belge (° 29 mars 1941).
  - Maureen Cleave, journaliste anglaise (° 20 octobre 1934).
  - Hubert Degex, pianiste français (° 1929).
  - Kambiz Derambakhsh, dessinateur et caricaturiste iranien (° 29 mai 1942).
  - Cissé Mariam Kaïdama Sidibé, femme d'État malienne, plusieurs fois ministre et première femme Première ministre de son pays (° 4 janvier 1948).
  - Pavol Molnár, joueur de football international tchécoslovaque (° 13 février 1936).
  - Raúl Rivero, poète et journaliste cubain (° 23 novembre 1945).
  - Luíz Antônio dos Santos, athlète brésilien spécialiste du marathon (° 6 avril 1964).
  - Ioukhym Zviahilsky, homme d'État ukrainien (° 20 février 1933).
- 2022 : 
  - Michael Boyce, officier de la Royal Navy britannique (° 2 avril 1943).
  - Tyrone Downie, claviériste, pianiste et organiste jamaïcain (° 20 mai 1956).
  - Yann Gaillard, homme politique, écrivain et haut fonctionnaire français (° 9 octobre 1936).
  - Carlo Galli, footballeur italien (° 6 mars 1931).
  - Peter McNab, hockeyeur sur glace canadien (° 8 mai 1952).
  - Edward C. Prescott, économiste américain (° 26 décembre 1940).
  - Antonio Vallori, coureur cycliste espagnol (° 21 janvier 1949).
- 2023 :
  - Magora Kennedy, militante des droits civiques LGBT américaine (° 22 septembre 1938).
  - Roel Luynenburg, rameur d'aviron néerlandais (° 23 mai 1945).
  - Antoni Martí, architecte et homme d'État andorran (° 30 juillet 1963).
  - Roger Verplaetse, coureur cycliste belge (° 24 octobre 1931).
  - Bruno Zanoni, coureur cycliste italien (° 29 juillet 1952).
- 2024 : 
  - Tony Todd, acteur américain (° 4 décembre 1954).
  - John Dempsey, footballeur international et entraîneur irlandais (° 15 mars 1946).
  - John Nott, homme politique britannique (° 1er février 1932).
  - Madeleine Riffaud, résistante, poète et journaliste française (° 23 août 1924).
  - Fabio Sartor, acteur italien (° 12 octobre 1954).
  - Daniel Spoerri, artiste plasticien suisse (° 27 mars 1930).

## Célébrations
- Nations unies : journée internationale pour la prévention de l'exploitation de l'environnement en temps de guerre et de conflit armé[6].
- La journée mondiale sans papier.

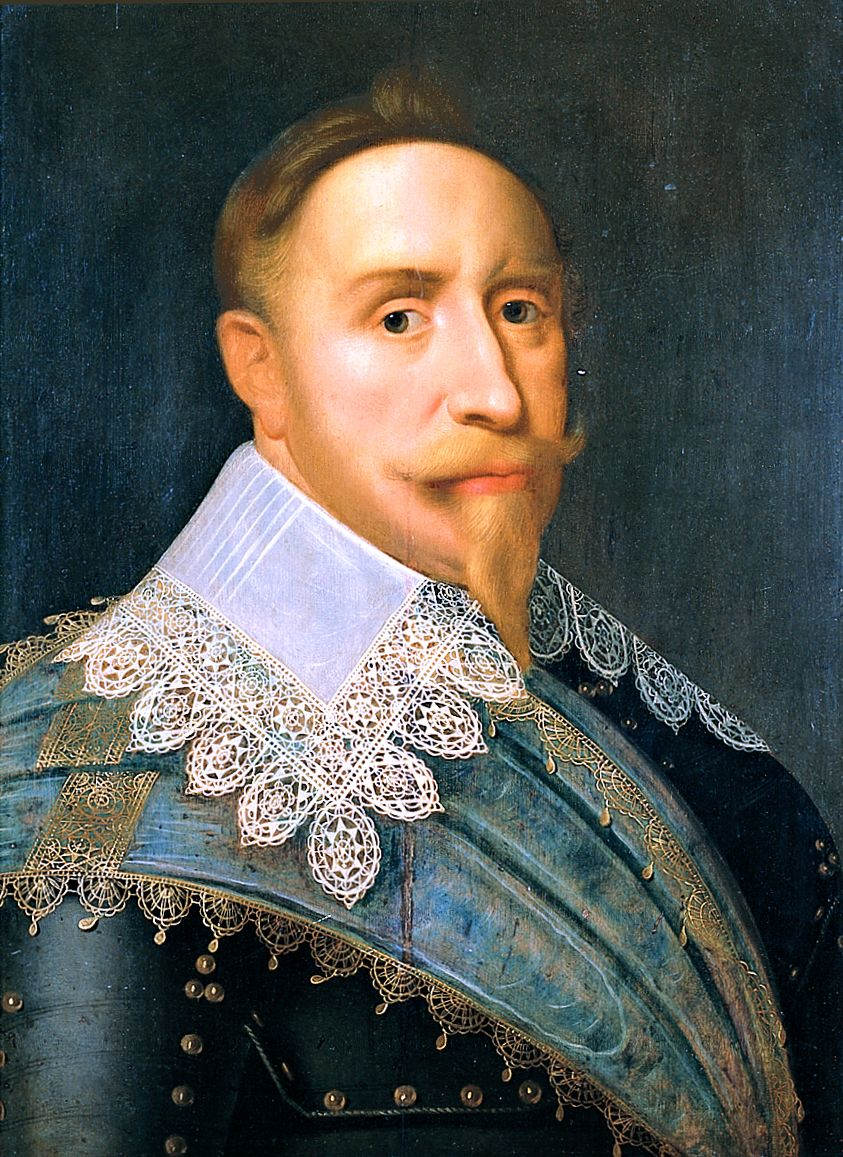
Gustave II de Suède

- République dominicaine : jour de la Constitution.
- Finlande et Suède : journée du patrimoine finno-suédois (Ruotsalaisuuden päivä en finnois, Svenska dagen en suédois, Finnish Swedish Heritage Day (sv) en anglais) qui célèbre la culture finno-suédoise et le bilinguisme de la Finlande.
- Maroc : commémoration de la Marche verte marocaine.
- Suède : Gustav Adolfsdagen / jour de Gustave II Adolphe (portrait ci-contre) commémorant sa mort au combat (un peu Toussaint suédoise prolongée, dans cette contrée).
- Tadjikistan : jour de la Constitution[7].
- Tatarstan : jour de la Constitution[8].

### Saints des Églises chrétiennes

#### Catholiques et orthodoxes
Saints du jour, :
- Callinique et ses 9 compagnons († 638), Martyrs à Jérusalem.
- Dimitrien († 915), évêque.
- Edwen (VIIe siècle), moniale.
- Efflam (VIIe siècle), Prince irlandais.
- Erlafrid († 830), moine.
- Étienne d'Apt († 1046), évêque.
- Félix (IVe siècle), Martyr à Tunis.
- Galle (VIe siècle), Vierge consacrée.
- Ildut de Llantwit (VIe siècle), abbé du Pays de Galles peut-être venu aussi en Armorique outre-Manche.
- Léonard de Noblat (VIe siècle), ermite, patron des prisonniers.
- Melaine (vers 456 - vers 530), évêque de Rennes (auparavant fêté les 6 janvier).
- Winoc de Bergues (vers 640 à 717).

#### Saints et bienheureux des Églises catholiques
Saints et béatifiés du jour :
- Christine de Stommeln († 1312), Mystique allemande.
- Etienne de Lorandhaza († 1519), bienheureux religieux hongrais.
- Josefa Naval Girbés († 1893), bienheureuse laïque espagnole - aussi fêtée le 24 février.
- José Tristany Pujol († 1936), bienheureu prêtre carme espagnol, martyr de la guerre d'Espagne.
- Manuel Sanz Domínguez († 1936), bienheureux prêtre espagnol, restaurateur de l'ordre de Saint-Jérôme, mort martyr lors de la guerre civile espagnole.
- Nuno Álvares Pereira († 1431) — ou « saint Connétable » —, connétable portugais, entré au Carmel à la fin de sa vie.
- Raymond du Plan († 1569), religieux dominicain mort martyr - bienheureux.
- Simon d'Aulne († 1215), moine cistercien français - bienheureux.
- Théobald du Dorat († 1070) chanoine français.

#### Saints orthodoxes
Outre les saints œcuméniques voire pré-schismatiques ci-avant, aux dates parfois "juliennes" ou orientales...
- Barlaam de Choutinsk († 1193), Moine.
- Germain de Kazan († 1568), moine et évangélisateur.

### Prénoms
Bonne fête aux Léonard et ses féminins : Léonarda et Léonarde (et 10 novembre des Léon, Lionel).
Et aussi aux :
- Bertille (comme les veilles 5 novembre également).
- Condeloc et ses variantes autant bretonnes : Condelu etc.
- Efflam et ses variantes aussi bretonnes : Efflamez, Efflamina, Efflamine etc.
- Aux Ildut,
- Melaine et ses variantes : Mélaine, Melan, Mélanie, Melani, Melany, Melen, Melin, Molan, Molien et Molin, autrefois fêtés les 6 janvier (voir plutôt aussi les 26 janvier).
- Théobald et ses variantes ou diminutifs : Théo, Théodebald etc.
- Winoc et ses équivalents : Gwenneg, Gwennog, Gwinoc, Gwinog, Vinoc, Winnie, Winnoc, etc. (et 3 voire 5 novembre des Gwénaël, Gwézénheg et leurs variantes).

## Traditions et superstitions

### Dicton du jour
- « À la saint-Léonard, toute la vermine part. »[11]

### Astrologie
- Signe du zodiaque : 15e jour du Scorpion.

## Toponymie
Les noms de plusieurs voies, places, sites ou édifices de pays ou régions francophones contiennent cette date, en différentes graphies francophones : voir Six-Novembre .